# Reprezentacja Polski U-21 w futsalu mężczyzn
Reprezentacja Polski U-21 w futsalu – nieistniejący już zespół, reprezentujący Rzeczpospolitą Polską, był jednym z dwóch młodzieżowych futsalowych zespołów narodowych w kraju, powoływanym przez selekcjonera, w którym występować mogliby wyłącznie zawodnicy posiadający obywatelstwo polskie i którzy rocznikowo nie przekroczyli 21 roku życia. Powstała w 2003 r., ostatnie zgrupowanie miało miejsce w 2018 r. Za jej funkcjonowanie odpowiedzialny był Polski Związek Piłki Nożnej (PZPN). Ostatnim jej trenerem był Łukasz Żebrowski. Reprezentacja brała udział w kwalifikacjach do Mistrzostw Europy U-21 w futsalu 2008. Kwalifikacje odbywały się w Krośnie. Polska pokonała Litwę 7:3, Rumunię 4:2. W decydującym meczu z Ukrainą przegrała 0:5 i nie uzyskała awansu

## Kadra zawodnicza 2018
| Imię i nazwisko  | Data urodzenia   | Klub                          |
| Bramkarze        | Bramkarze        | Bramkarze                     |
| ---------------- | ---------------- | ----------------------------- |
| Krzysztof Iwanek | 26 lipca 2000    | Rekord Bielsko-Biała          |
| Patryk Puzio     | 23 kwietnia 2000 | Clearex Chorzów               |
| Zawodnicy z pola |                  |                               |
| Szymon Cichy     | 16 września 1999 | GSF Gliwice                   |
| Piotr Matras     | 27 maja 2000     | BSF Bochnia                   |
| Tomasz Palonek   | 5 maja 2000      | BSF Bochnia                   |
| Mateusz Matlęga  | 3 kwietnia 2000  | BSF Bochnia                   |
| Bartosz Borowik  | 1 marca 2000     | Helios Białystok              |
| Patryk Miłoń     | 6 lutego 2000    | Rekord Bielsko-Biała          |
| Kamil Surmiak    | 28 grudnia 1998  | Rekord Bielsko-Biała          |
| Jakub Stawicki   | 2000             | Rekord Bielsko-Biała          |
| Konrad Jekiełek  | 20 lutego 2000   | Rekord Bielsko-Biała          |
| Jan Dudek        | 29 lipca 1998    | Rekord Bielsko-Biała          |
| Marcin Firańczyk | 22 marca 1997    | Moks Słoneczny Stok Białystok |
| Jakub Raszkowski | 10 sierpnia 2000 | KS Constract Lubawa           |

## Rozgrywki międzynarodowe
Mistrzostwa Europy U-21 w futsalu
| Mistrzostwa Europy U-21 | Mistrzostwa Europy U-21 | Mistrzostwa Europy U-21 | Mistrzostwa Europy U-21 | Mistrzostwa Europy U-21 | Mistrzostwa Europy U-21 | Mistrzostwa Europy U-21 | Mistrzostwa Europy U-21 |   | Kwalifikacje do Mistrzostw Europy U-21 | Kwalifikacje do Mistrzostw Europy U-21 | Kwalifikacje do Mistrzostw Europy U-21 | Kwalifikacje do Mistrzostw Europy U-21 | Kwalifikacje do Mistrzostw Europy U-21 | Kwalifikacje do Mistrzostw Europy U-21 | Kwalifikacje do Mistrzostw Europy U-21 | Kwalifikacje do Mistrzostw Europy U-21 |
| Gospodarz-Rok           | M                       | Pkt                     | Z                       | R                       | P                       | BZ                      | BS                      | M | Pkt                                    | Z                                      | R                                      | P                                      | BZ                                     | BS                                     | Selekcjonerzy                          |                                        |
| ----------------------- | ----------------------- | ----------------------- | ----------------------- | ----------------------- | ----------------------- | ----------------------- | ----------------------- | - | -------------------------------------- | -------------------------------------- | -------------------------------------- | -------------------------------------- | -------------------------------------- | -------------------------------------- | -------------------------------------- | -------------------------------------- |
| Rosja-2008              | Nie zakwalifikowała się | Nie zakwalifikowała się | Nie zakwalifikowała się | Nie zakwalifikowała się | Nie zakwalifikowała się | Nie zakwalifikowała się | Nie zakwalifikowała się | 3 | 6                                      | 2                                      | 0                                      | 1                                      | 11                                     | 10                                     | Bianga                                 |                                        |

### Turnieje towarzyskie:
- Zwycięstwo w Turnieju Państw Wyszehradzkich: 2005, 2009, 2014, 2015